# Mircea Cărtărescu
Mircea Cărtărescu, né le 1er juin 1956 à Bucarest, est un écrivain et poète roumain.
Ayant grandi pendant le régime communiste de Roumanie, devenu critique et théoricien littéraire, il est un éminent représentant de la génération des années 1980.

## Biographie
Mircea Cărtărescu naît le 1er juin 1956 à Bucarest. Il va à l'école primaire de 1963 à 1971, puis il continue ses études au lycée Dimitrie Cantemir toujours dans sa ville natale. De 1976 à 1980, il étudie à la faculté des langue et littérature roumaines de l'Université de Bucarest,. En 1980, il soutient son mémoire de licence sur l'imaginaire dans la poésie posthume de Mihai Eminescu, qui se transforma en un volume de poésie, Visul himeric [Le Rêve chimérique] réédité en 2011. Il obtient son doctorat en littérature roumaine en 1999, avec une thèse sur Le postmodernisme roumain, sous la direction du professeur Paul Cornea. Sa thèse de six cents pages est publiée la même année, par la maison d'édition Humanitas.
À la fin de ses études, entre 1980 et 1989, il est également professeur de langue et littérature roumaines, puis il occupe des fonctions administratives à l'Union des écrivains de Roumanie et de rédacteur au magazine Caiete Critice (Feuilles critiques).
En 2004, il devient professeur des universités à la Faculté des lettres de l’université de Bucarest, spécialité Histoire de la littérature roumaine. Il vit en partie à Bucarest et en partie en Allemagne, où il enseigne à l'université de Stuttgart. Il est aussi collaborateur régulier de la presse écrite roumaine et, en critique littéraire actif, il contribue de façon significative au débat sur le renouveau de la littérature roumaine.

## Œuvre littéraire
Il débute en 1978, en publiant des poésies dans le magazine România Literară. Cărtărescu est initialement un poète, mais c'est par ses romans qu'il se fait connaître du grand public. Bucarest est omniprésente dans son œuvre, au point d'en devenir un personnage à part entière. Dans un entretien accordé au journaliste Mirel Bran, l'écrivain déclare : « Pour moi, Bucarest ressemble à un boyard des Balkans par son mélange de générosité, de tendresse et d'hystérie. Après notre histoire d'amour, aujourd'hui je suis déçu. Entre moi et Bucarest souffle un vent froid ».
Son livre Pourquoi nous aimons les femmes lui apporte le succès. Il déclare alors que cela n'est plus un livre et qu'il a rejoint le domaine de la fantasmagorie sociale.
Orbitor est un roman en trois parties, Orbitor, L'Œil en feu, l'Aile tatouée, qui constitue une des œuvres majeures de Mircea Cărtărescu. Thomas Pynchon, auteur que Mircea Cărtărescu connaît bien, aurait inspiré ce travail littéraire sous le signe du « laxisme désordonné, exaspérant », selon les termes employés par le Roumain dans son Journal.
On peut résumer l’univers de Mircea Cărtărescu en ces termes : « émergeant des abîmes de l’inconscient, souvenirs d’enfance, rêves érotiques et visions cosmiques sont pour le poète autant d’instruments d’investigation destinés à forcer les limites de la connaissance rationnelle et à initier le moi aux secrets du monde ». L'écrivain Gheorghe Crăciun considère que « [...] chez Mircea Cărtărescu la nouveauté dans le regard est une évidence. Le corps est représenté comme une machinerie vivante, mécanique qui produit des hallucinations et des fantasmes, qui s’érige souvent en présence tutélaire de toutes les visions possibles des objets, des entités matérielles, des actes imaginaires, etc. ».
En 2007, paraît en France le roman graphique en noir et blanc Travesti, d'Edmond Baudoin, d'après l'œuvre éponyme de Mircea Cărtărescu.
En 2019, son roman Solénoïde est traduit en français, un succès dans la presse française, il obtient le prix Millepages de littérature étrangère. Le roman est traduit en anglais en 2024 par Sean Cotter et cette traduction est sélectionnée (longlist) pour le Prix international Booker 2025.

## Traductions en français
- Le rêve : romans [« Visul »]  (trad. du roumain par Hélène Lenz), Castelnau-le-Lez, Climats, 1992, 339 p. (ISBN 2-907563-55-6, présentation en ligne)
- Lulu, Austral, 1995 (ISBN 978-2-84112-015-4).
- Orbitor [« Aripa Stângă »]  (trad. du roumain par Alain Paruit), Paris, Denoël, coll. « Denoël & d'Ailleurs », 1999, 428 p. (ISBN 2-207-24903-4, présentation en ligne)
- L'Œil en feu [« Orbitor II, Corpul »]  (trad. du roumain par Alain Paruit), Paris, Denöel, coll. « Denoël & d'Ailleurs », 2005, 510 p. (ISBN 2-207-25468-2, présentation en ligne)
- « A lovely little princess », dans Douze écrivains roumains, Les belles étrangères, 2005, 61 p.
- Pourquoi nous aimons les femmes [« De ce iubim femeile »]  (trad. du roumain par Laure Hinckel), Paris, Denoël, coll. « Denoël & d'Ailleurs », 2008, 206 p. (ISBN 978-2-207-25958-0).
- L'Aile tatouée  (trad. du roumain par Laure Hinckel), Paris, Denöel, coll. « Denoël & d'Ailleurs », 2009, 621 p. (ISBN 978-2-207-26064-7)[17].
- Le Levant  (trad. du roumain par Nicolas Cavaillès), Paris, P.O.L, coll. « Fiction », 2014, 241 p. (ISBN 978-2-8180-1989-4).
- La Nostalgie : roman [« Nostalgia »]  (trad. du roumain par Nicolas Cavaillès), Paris, Éditions P.O.L, 2017, 490 p. (ISBN 978-2-8180-2036-4, présentation en ligne).
- Solénoïde [« Solenoid »]  (trad. du roumain par Laure Hinckel), Lausanne, Noir sur Blanc, 2019, 790 p. (ISBN 978-2-88250-580-4)[18],[19],[20].
- Melancolia [« Melancolia »]  (trad. du roumain par Laure Hinckel), Lausanne, Noir sur Blanc, 2021, 202 p. (ISBN 978-2882506672).
- Théodoros [« Theodoros »]  (trad. du roumain par Laure Hinckel), Lausanne, Noir sur Blanc, 2024, 609 p. (ISBN 978-2-88983-040-4)[21].

## Prix
- Prix de l'Union des écrivains de Roumanie, 1980, 1990 et 1994
- Prix de l'Académie roumaine, 1989
- Prix de l'Association des écrivains de Bucarest, 2000, 2003
- Prix de l'Union des écrivains de la République de Moldavie, 1994
- Prix ASPRO, 1994, 1996, 2002
- Prix des magazines Flacăra, Cuvântul, Ateneu, Tomis, 1996, 1997
- Prix de l'Association des éditeurs roumains, 2002 et 2003
- Grand Officer de l'Ordre du Mérite Culturel (Ordinul "Meritul cultural" în grad de mare ofiţer), 2006
- Vilenica Prize : prix remis par l'Association slovène des écrivains à un auteur de l'Europe centrale, 2011
- Prix international de littérature d'Allemagne pour The body(House of Cultures of the World), 2011
- Prix Spycher, Literaturpreis Leuk en Suisse, un des plus importants prix littéraires en Europe, 2013
- Prix américain du meilleur livre traduit (Best Translated Book Award), pour Blinding, traduction du roumain vers l'anglais par Sean Cotter, 2014
- Premio Euskadi de Plata du meilleur livre de l'année 2014 pour Las Bellas Extranjeras, titre original Frumoasele străine [Les Belles étrangères], traduit du roumain en espagnol par Marian Ochoa de Eribe (Editorial Impedimenta), 2014
- Prix de l'État autrichien pour la littérature européenne en 2015[22]
- Premio Gregor von Rezzori, prix qui récompense chaque année le meilleur roman étranger paru en Italie, en 2016 [23]
- Prix de l'année littéraire 2015 pour la prose décerné par la revue Observator Cultural ex-aequo à son roman Solenoid et à celui  de Daniel Vighi, Trilogia Corso, en 2016.
- Prix Formentor 2018, pour l'ensemble de l'œuvre.
- Prix FIL de littérature en langues romanes 2022, pour l'ensemble de l'œuvre.

Par deux fois, l'Union des écrivains roumains l'a proposé officiellement pour le Prix Nobel de littérature.

## Controverse
Mircea Cărtărescu a été accusé de plagiat par le journaliste Victor Ronceapour l'utilisation d'un passage de Tristram Shandy de Laurence Sterne. La même accusation a été faite par Virgile Diaconu dans le magazine Actualitatea literară [l'Actualité littéraire], 17 mars 2014 et par Theodor Codreanu . 
Mircea Cărtărescu s'est défendu, en indiquant qu'il s'agit clairement d'une allusion littéraire.